# Moment zginający

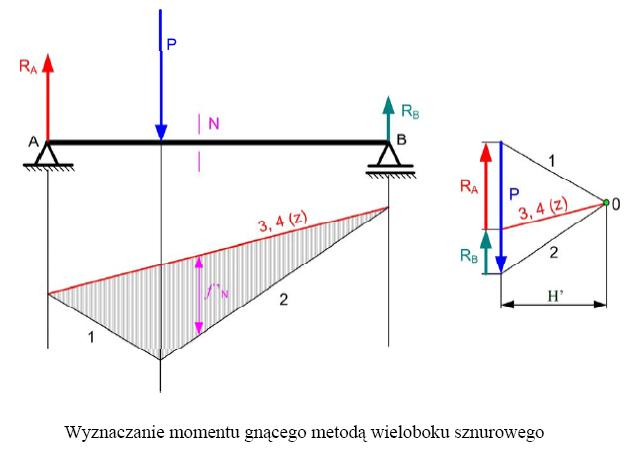
Moment zginający

Moment zginający, moment gnący – algebraiczna suma momentów sił zewnętrznych działających po jednej stronie (lewej lub prawej) rozważanego przekroju belki zginanej względem środka masy tego przekroju.